# Jaume Costa (cantor)
Jaume Costa (Espluga de Francolí, 1630 - Montserrat, 1653) va ser un cantor a l'escolania de Montserrat, on es va educar musicalment. Va destacar especialment per la seva bella veu de contralt. Després, el 1648, va fer-se monjo al monestir.
Aviat es va retirar a l'ermita de Sant Antoni i va morir jove. Se sap que abans de traspassar, va cantar el Gloria in excelsis Deo de forma excel·lent i amb gran habilitat.